# Tafna (Jujuy)
Tafna es un pequeño poblado y comunidad indígena ubicado en el departamento de Yavi, provincia de Jujuy, Argentina.
La comunidad, a 20 kilómetros de La Quiaca, se encuentra registrada por la provincia como una comunidad de pueblo originario «kolla». Se encuentra a poco más de 3500 metros de altura sobre el nivel del mar, cerca del arroyo Tafna, del que toma su nombre. Su ubicación en la puna jujeña dificulta su acceso, lo que hace que cierto servicios básicos o distintas tareas estatales, como los censos, sean difíciles de llevar a cabo. Sin embargo, su población estimada es unos cientos de habitantes que habitan alrededor de casas dispersas.
La subsistencia de la población es a través de la cría de llamas y cabras, la alfarería y el tejido, entre otras actividades, como la minería de caolinita. Turísticamente, el poblado es conocido por su capilla, la Capilla de la Santa Cruz, cuya construcción original data del siglo XVIII, tomando su aspecto actual en el siglo XIX. De muro de piedras, atrio de adobe, su entrada en arco, con las torres campanarios y sus techos de estructura de tronco, cañizo y barro, son el aspecto típico de las construcciones religiosas altoperuanas en Argentina. Su interior y sus objetos religiosos son óleos y platería, respectivamente, datados del siglo XVIII. La capilla se encuentra en proceso de ser declarada como Monumento Histórico Nacional. Su antigüedad, sus peculiaridades, como su colección litúrgica de libros, obras de arte y objetos religiosos, son consideradas de enorme importancia. Fue saqueada y sus objetos robados, aunque recuperados por Interpol en una casa deshabitada en Villazón, Bolivia. El hecho se inscribió en una serie de robos a iglesias de características similares en toda la provincia, que alertó sobre el robo de arte y antigüedades en Argentina.